# Brückturm
La tour du pont (Brückturm) est une tour qui faisait partie des fortifications médiévales de Ratisbonne en Bavière. Elle date du milieu du XIIIe siècle au milieu du XIVe siècle et se trouve à l'extrémité Sud du pont de pierre qui enjambe le Danube, à l'ouest de la grange au sel de Stadtamhof et à l'est de la grange d'Amberg.

## Histoire
La construction de la tour du pont ne peut être approximativement datée que du milieu du XIIIe au milieu du XIVe siècle, lorsque les fortifications de la ville ont été construites. Selon des recherches archéologiques de 2009, de nombreuses indications démontrent que cette tour de pont succède à une ancienne porte plus au sud.
La tour du pont défendait l'accès à la vieille ville par le pont de pierre avec la tour centrale et la tour noire à l'extrémité Nord près de la ville bavaroise de Stadtamhof, qui a été construite en 1246 et détruite en 1809.
La tour du pont (également appelée « tour pour dettes ») est la seule des trois tours de défense du pont de pierre à avoir été préservée. Autrefois, les débiteurs étaient enfermés ici et devaient recouvrer leurs dettes dans le vrai sens du terme - en utilisant une canne à pêche qu'ils abaissaient de la fenêtre de la tour pour mendier une pièce ou deux.
Deux petites pièces et une cuisine au dernier étage ont servi d'habitation. Elle est maintenant accessible en tant que poste d'observation et offre un splendide panorama sur la ville. L'intérieur de la tour du pont abrite une section du musée de la marine danubienne de Ratisbonne ainsi qu'une horloge historique et une horloge moderne.
La grande arche latérale a été construite au début du XXe siècle lors de la mise en fonction du tramway de Ratisbonne.

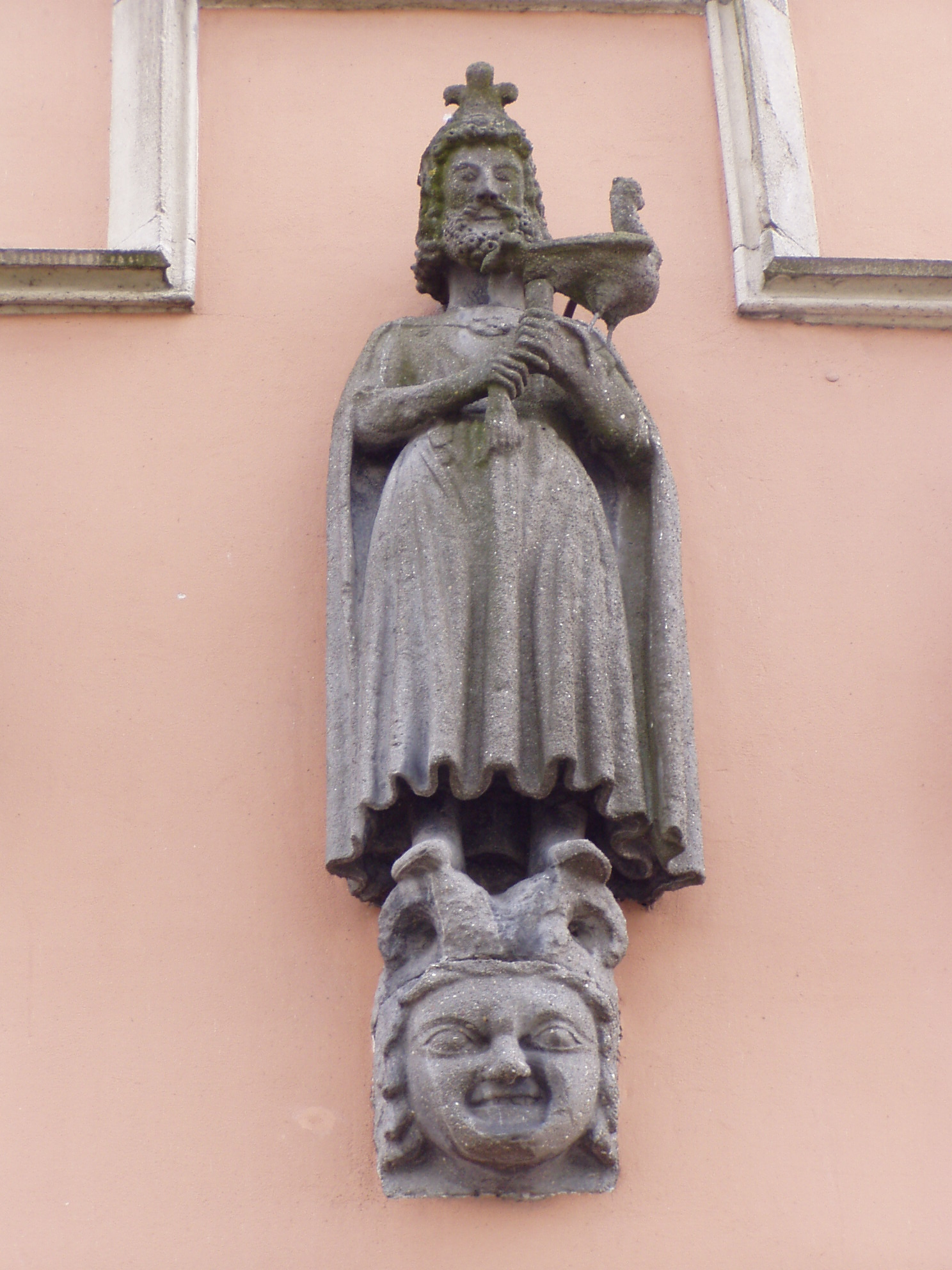
Statue de Frédéric II de Hohenstaufen, portant une colombe, du côté du pont.
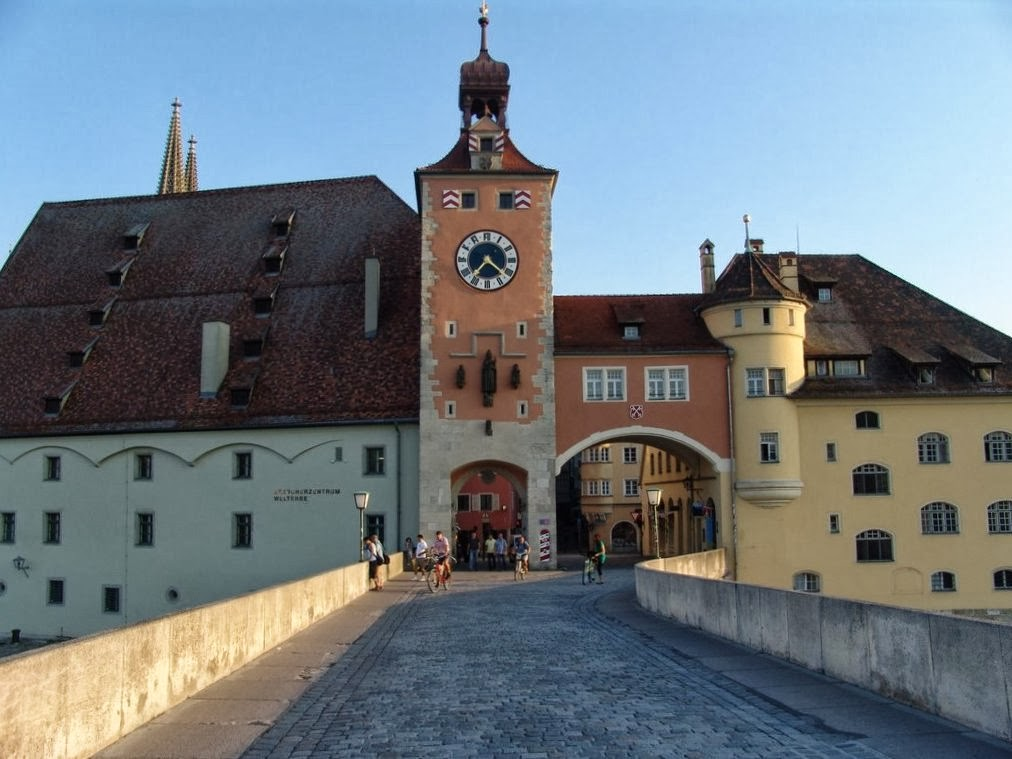
Côté du pont.

## Source de la traduction
- (de) Cet article est partiellement ou en totalité issu de l’article de Wikipédia en allemand intitulé « Brückturm » (voir la liste des auteurs).